# NGC 5078
NGC 5078 ist eine Spiralgalaxie mit aktivem Galaxienkern (LINER-Typ) vom Hubble-Typ Sa im Sternbild Wasserschlange südlich des Himmelsäquators. Sie ist schätzungsweise 91 Millionen Lichtjahre von der Milchstraße entfernt, hat einen Durchmesser von etwa 105.000 Lichtjahren und einen Bulge mit einer Dicke von 50.000 Lichtjahren.
Im selben Himmelsareal befinden sich u. a. die Galaxien NGC 5061, NGC 5101, IC 874, IC 879.
Das Objekt wurde am 28. März 1786 vom deutsch-britischen Astronomen Wilhelm Herschel mit einem 18,7-Zoll-Spiegelteleskop entdeckt, der dabei „F, pS, E“ notierte. Sein Sohn, der britische Astronom John Herschel, beschrieb sie bei einer Beobachtung im Jahr 1835 mit „pB, S, pmE, psbM; has a star 7-8th mag following“.